# Shuozhou
Shuozhou és una ciutat a nivell de prefectura al nord de la província de Shanxi, a la República Popular de la Xina. Limita amb Mongòlia Interior al nord-oest. Es troba al curs superior del riu Fen. El conjunt de la prefectura té una superfície de 10.662 km² i, el 2010, tenia una població d'uns 1,71 milions d'habitants.

## Història
El lloc de Shuozhou era l'antiga ciutat fronterera xinesa de Mayi (马邑), que s'utilitzava com a lloc comercial entre la Xina i els nòmades xiongnu de l'estepa eurasiàtica oriental.
L'any 201 aC, el fundador de la dinastia Han Liu Bang (conegut pòstumament com l'emperador Gaozu o l'"Alt avantpassat") va traslladar Han Xin del seu feu al voltant de Yuzhou a Henan a Mayi, on va ser atacat pels xiongnu. Desconfiant de l'emperador Han, Han Xin es va aliar amb els xiongnu i es va unir a ells en les seves incursions contra la Xina fins a la seva mort a la batalla el 196 aC. Mayi va ser posteriorment la capital de la prefectura de Dai i l'escenari d'un intent d'emboscada dels xiongnu per part de les tropes xineses l'any 133 aC.
Durant el caos entre la caiguda dels Sui i l'ascens dels Tang, Mayi va ser la base de l'emperador Liu Wuzhou.

## Clima
Shuozhou té un clima semiàrid continental, influït pel monsó (Köppen BSk), amb hiverns freds, molt secs i una mica llargs, i estius càlids i una mica humits. La temperatura mitjana mensual oscil·la entre -9,8 °C al gener i 21,9 °C al juliol, i la mitjana anual és de 7,42 °C. Degut a la influència del monsó d'Àsia oriental, més de tres quartes parts dels 399 mil·límetres anuals de precipitació es produeixen de juny a setembre.